# Cantón de Toulouse-9
El cantón de Toulouse-9 es una división administrativa francesa, situada en el departamento de Alto Garona y la región de Mediodía-Pirineos.

## Composición
El cantón de Toulouse-9 incluye la comuna
- Ramonville-Saint-Agne

y la parte de la ciudad formada por los barrios:
- La Terrasse (Toulouse)
- Montaudran
- Pont des Demoiselles
- Route de Revel
- Sauzelong